# En lille film om nisser
En lille film om nisser er en dansk dokumentarfilm fra 2009, der er instrueret af Trylle Vilstrup.

## Handling
Ib Spang Olsen fortæller om nissen. Hvem er den, hvad kan den, og hvad kan den bruges til? Nissen vil gerne have fortalt historien om sit sande væsen. Hvis folk tror på nissen, giver den plads og ikke forstyrrer den eller ødelægger den natur, den lever i, får folk et mere frodigt stykke Danmark.